# Крать
Крать (укр. Крать) — село в Овадновской сельской общине Владимирского района Волынской области Украины.
До 2020 года входило в Турийский район.
Код КОАТУУ — 0725583902. Население по переписи 2001 года составляет 247 человек. Почтовый индекс — 44831. Телефонный код — 3363. Занимает площадь 1,747 км².